# Tacoma Sabercats
Die Tacoma Sabercats waren eine US-amerikanische Eishockeymannschaft aus Tacoma, Washington. Das Team spielte von 1997 bis 2002 in der West Coast Hockey League.

## Geschichte
Die Tacoma Sabercats wurden 1997 als Franchise der West Coast Hockey League gegründet. Sie füllten die Lücke, die die Umsiedlung der Tacoma Rockets aus der Western Hockey League nach Kelowna zwei Jahre zuvor in der Stadt hinterließ. In ihren ersten drei Spielzeiten erreichten sie auf Anhieb jeweils das Finale um den Taylor Cup. Nachdem sie in ihrem Premierenjahr mit 1:4 Siegen in der Best-of-Seven-Serie dem Rekordmeister San Diego Gulls unterlagen, absolvierten sie in der Saison 1998/99 ihre erfolgreichste Spielzeit überhaupt. In den Finalspielen konnte sich das Team aus Washington bei San Diego mit 4:2 Siegen für die Vorjahresniederlage revanchieren. Bei ihrer insgesamt dritten und letzten Finalteilnahme scheiterte Tacoma 2000 mit einem Sweep an den Phoenix Mustangs. Daraufhin kamen die Tacoma Sabercats nicht mehr über die zweite Playoff-Runde hinaus. Im Anschluss an die Saison 2001/02 zogen die Verantwortlichen die Mannschaft aus dem Spielbetrieb der WCHL zurück und lösten das Franchise auf.

## Saisonstatistik
Abkürzungen: GP = Spiele, W = Siege, L = Niederlagen, T = Unentschieden, OTL = Niederlagen nach Overtime SOL = Niederlagen nach Shootout, Pts = Punkte, GF = Erzielte Tore, GA = Gegentore, PIM = Strafminuten
| Saison  | GP | W  | L  | T | OTL | SOL | Pts | GF  | GA  | Platz     | Playoffs                        |
| 1997/98 | 64 | 42 | 19 | — | 3   | —   | 87  | 300 | 214 | 1., WCHLN | Niederlage im Finale            |
| 1998/99 | 70 | 44 | 18 | — | 8   | —   | 96  | 278 | 234 | 1., WCHLN | Taylor Cup                      |
| 1999/00 | 72 | 51 | 12 | — | 9   | —   | 111 | 297 | 193 | 1., WCHLN | Niederlage im Finale            |
| 2000/01 | 72 | 31 | 35 | — | 6   | —   | 68  | 236 | 247 | 3., WCHLN | Niederlage in der ersten Runde  |
| 2001/02 | 72 | 30 | 36 | — | 6   | —   | 66  | 211 | 249 | 3., WCHLN | Niederlage in der zweiten Runde |

## Team-Rekorde

### Karriererekorde
Spiele: 321  Scott Drevitch
Tore: 144  Kim Maier
Assists: 255   Scott Drevitch
Punkte: 330  Dampy Brar
Strafminuten: 470  Chad Richard

## Bekannte Spieler
- Michael De Angelis